# Peter Freuchen
Lorenz Peter Elfred Freuchen (2 février 1886 — 2 septembre 1957) est un explorateur, anthropologue, journaliste, acteur, et écrivain danois.

## Biographie
Freuchen est né à Nykøbing Falster, Danemark, d'Anne Petrine Frederikke (née Rasmussen ; 1862–1945) et de Lorentz Benzon Freuchen (1859–1927). Freuchen s'est marié trois fois, la première, en 1911, avec Navarana Mequpaluk (morte en 1921), une Inuit qui mourut lors de l'épidémie de grippe de 1918 après avoir eu deux enfants (un garçon appelé Mequsaq Avataq Igimaqssusuktoranguapaluk (1916 - c. 1962) et une fille appelée Pipaluk Jette Tukuminguaq Kasaluk Palika Hager (1918–1999)). Son second mariage en 1924 avec Magdalene Vang Lauridsen (1881–1960) est dissout en 1944. Enfin il se marie en 1945 avec Dagmar Cohn (en) (1907-1991). Le petit-fils de Freuchen Peter Freuchen Ittinuar est le premier Inuk du Canada à avoir été élu député, il a représenté la circonscription électorale de Nunavut à la chambre des communes du Canada de 1979 à 1984.
L'île danoise où il résidait s'appelle Enehoje.

### Carrière
Il passe plusieurs années à Thulé, au Groenland, vivant avec les Inuits. Il travaille avec Knud Rasmussen, traversant avec lui l'inlandsis du Groenland. En 1935, Freuchen visite l'Afrique du Sud et à la fin de la décennie il part en Sibérie.
En 1910, Knud Rasmussen et Peter Freuchen mettent en place la base et comptoir de Thulé à Cap York (Uummannaq (Dundas) (de)), Groenland. Le nom de Thulé est choisi car c'était le comptoir le plus septentrional au monde, littéralement le comptoir Ultima Thule. Le comptoir de Thulé devient la station de base pour une série de sept expéditions connues sous le nom d’expéditions de Thulé (en), entre 1912 et 1933.
La première expédition de Thulé (1912, Rasmussen et Freuchen) a pour but de valider la théorie de Robert Peary qui affirme qu'un canal sépare la terre de Peary du Groenland. Ils ont prouvé que ce n'était pas le cas lors d'un formidable voyage de 1 000 km à travers l'île de glace qui les tua presque. Clements Markham, président de la Royal Geographical Society, décrit cette expédition comme la « plus belle jamais réalisée par des chiens ; » Freuchen écrit un récit personnel de ce voyage (et d'autres) dans Vagrant Viking (1953) et I Sailed with Rasmussen (1958).
Alors qu'ils sont au Danemark, Freuchen et Rasmussen tiennent une série de conférences sur leurs expéditions et sur la culture Inuit (en).
La première femme de Freuchen, Mekupaluk, qui avait pris le nom de Navarana, le suit lors de plusieurs expéditions. Lors de sa mort, il souhaite qu'elle soit enterrée dans le cimetière de l'ancienne église d'Upernavik. L'église refuse l'enterrement car Navarana n'était pas baptisée, Freuchen l'enterre donc lui-même. Knud Rasmussen utilisera plus tard le nom de Navarana pour le rôle principal du film Palos Brudefærd, tourné dans l'Est du Groenland en 1933. Freuchen critique fortement l’Église chrétienne qui envoie des missionnaires parmi les Inuits sans comprendre leur culture et leurs traditions.
Quand Freuchen retourne au Danemark dans les années 1920 il rejoint les sociaux-démocrates et écrit des articles dans le journal Politiken. Il est également le gérant d'une société cinématographique.
En 1932, Freuchen retourne au Groenland. Cette fois l’expédition est financée par les studios américains Metro-Goldwyn-Mayer.
Il est également employé par l'industrie cinématographique comme consultant et scénariste, spécialisé dans les scénarios en relation avec l’Arctique, en particulier dans le film oscarisé Eskimo/Mala The Magnificent avec Ray Mala et Freuchen dans le rôle de capitaine d'un navire. En 1956, il gagne 64 000 $ au jeu télévisé The $64,000 Question (en), sur le sujet des Sept Mers.
En 1938, il fonde le Eventyrernes Klub, un club d'aventuriers qui existe toujours. Ils honoreront plus tard sa mémoire en plantant un chêne et en créant un cairn eskimo près du lieu où il quitta le Danemark pour le Groenland en 1906 (à l'est de Langeliniebroen dans le centre de Copenhague près de la statue de La Petite Sirène).
Lors de la Seconde Guerre mondiale, Freuchen est très impliqué dans la résistance danoise contre les Allemands, malgré sa jambe en moins qu'il a perdue à cause de gelures en 1926. Il est emprisonné par les Allemands et condamné à mort mais il réussit à s'échapper et s'enfuit en Suède. Il part ensuite aux États-Unis.

### Dernières années
Freuchen et sa femme Dagmar, une illustratrice de mode, vivent à New York et ont une résidence secondaire à Noank, Connecticut (en).
La préface de son dernier livre, Book of the Seven Seas, est datée du 30 août 1957 à Noank. Il meurt d'une crise cardiaque trois jours plus tard à Elmendorf, Alaska. Après sa mort ses cendres sont dispersées au Groenland, proche de la base aérienne de Thulé de l'USAF, sur la célèbre montagne en forme de table à proximité de la base.

## Affiliations
- Membre de la Société royale de géographie du Danemark
- Membre de la Société américaine de géographie[6]

## Récompenses
- 1921 : Médaille Hans Egede

### Prix littéraires
- 1938 : Sophus Michaëli
- 1954 : Herman Bangs Mindelegat (da)
- 1955 : Kaptajn H.C. Lundgreens

### Hommage
- La Terre de Freuchen au Groenland a été nommée en son honneur.

## Œuvres
- Grønland, land og folk, 1927 (livre de voyage), premier livre de Freuchen
- Storfanger, 1927 (Roman)
- Rømningsmand, 1928 (Roman)
- Nordkaper, 1929 - Le tyran des mers (Roman)
- Ivalu, 1930 - Ivalu, la femme de l’Eskimo - suomennettu (Roman)
- Knud Rasmussen. Mindeudgave. 3 vol, 1934 (Peter Freuchen, Therkel Mathiassen et Kaj Birket-Smith)
- Flugten til Sydamerika, 1935 (Mémoires)
- Arctic Adventure: My Life in the Frozen North, Farrar & Rinehart, New York, Toronto, Copyright 1935.
- Min grønlandske ungdom, 1936 et 1953 (Mémoires)
- Nuoruuteni Grönlannissa (Mémoires)
- Min anden ungdom, 1938 (Mémoires)
- Sibiriske eventyr, 1939 (Mémoires)
- Diamantdronningen, 1941 (roman)
- Hvid mand, 1943 - White Man - Valkoinen mies eskimoiden parissa (Roman)
- Eskimofortællinger, 1944 (Roman)
- Solfjeld, 1944 (Roman)
- Larions lov, 1948 - La Loi de Larion (roman sur les indiens vivant le long de la rivère Yukon)
- Eskimodrengen Ivik, 1949 - Eskimopoika Ivik (roman)
- Nigger-Dan, 1951 (Roman)
- I al frimodighed 1953 (Mémoires)
- Ice Floes and Flaming Water, 1954
- I all uppriktighet, 1954 (Mémoires)
- Vagrant Viking, 1954 (Mémoires)
- Fremdeles frimodig, 1955
- Fortfarende uppriktig, 1956 og 1960 (Mémoires)
- Fangsmænd i Melville-bugten, 1956 - Pyyntimiehiä Melville lahdella (roman)
- Fra Thule til Rio, 1957 (Mémoires)
- Peter Freuchen's Book of the Seven Seas, Julian Messner, Inc., New York, Copyright 1957.
- Peter Freuchens bog om de syv have, 1959 (documentaire)
- The Arctic Year, G.P. Putnam's Sons, New York, Copyright 1958. (Peter Freuchen et Finn Salomonsen)
- I Sailed with Rasmussen, 1958 (Documentaire)
- Hvalfangerne, 1959 (Roman)
- Peter Freuchen's Adventures in the Arctic, Julian Messner, Inc., New York, copyright 1960. (édité par Dagmar Cohn (en))
- Det arktiske år, 1961 - Arctic Year (documentaire)
- Peter Freuchen's Book of the Eskimos, Peter Freuchen Estate. Cleveland (Ohio), copyright 1961.- (édité par Dagmar Cohn (en))
- Erindringer, 1963 - (édité par Dagmar Cohn (en))